# Richard Horn (Bildhauer)
Richard Horn (* 21. Januar 1898 in Berlin; † 6. Oktober 1989 in Halle (Saale)) war ein deutscher Bildhauer.

## Leben
Von 1913 bis 1915 machte Horn eine Ausbildung zum Bildhauer im Atelier seines Vaters Paul Horn (1876–1959). In den Jahren 1915 bis 1916 studierte er an der bekannten Holzschnitzschule Bad Warmbrunn in Niederschlesien. Von 1916 bis 1917 studierte er als einer der ersten Bildhauerschüler bei Gustav Weidanz und Paul Thiersch an der Handwerkerschule Halle (spätere Kunstgewerbeschule Halle). In den letzten beiden Kriegsjahren des Ersten Weltkriegs leistete er seinen Kriegsdienst. Ab 1919 arbeitete er freischaffend in Halle. Im selben Jahr war er Mitbegründer der Hallischen Künstlergruppe und des Hallischen Künstlerrates. Ab 1920 Mitwirkung in der Proletarischen Kulturvereinigung Halle-Kröllwitz. Horn schuf Holzschnitte unter dem Pseudonym Richard Borgk und Texte unter dem Pseudonym Paul Reinhold.

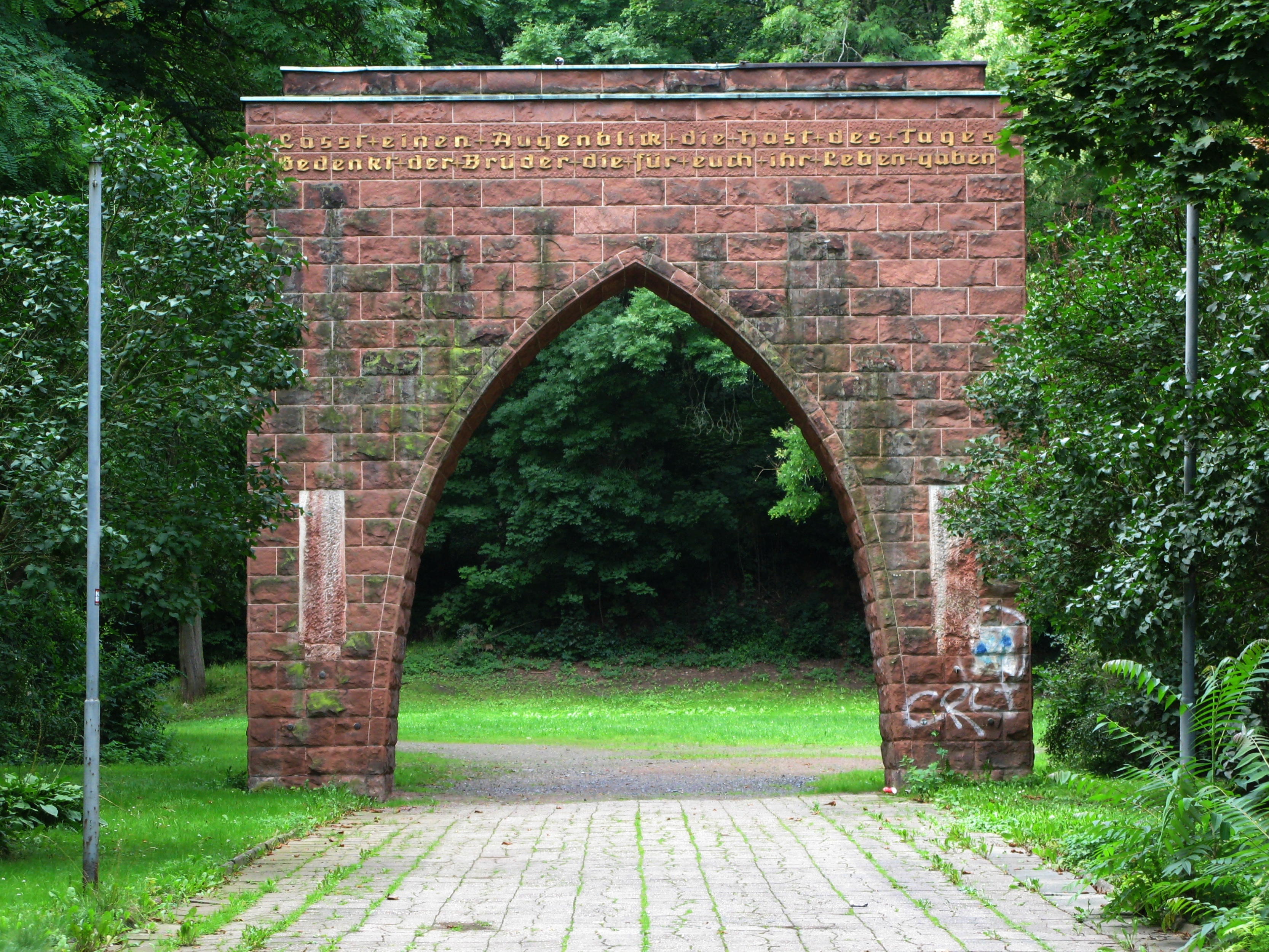
Tor der Mahnung im Stadtpark der Lutherstadt Eisleben

In den Jahren 1923 bis 1925 schuf er in Halle politische Grafiken, Denkmale und Keramiken. Er arbeitete an der proletarischen Wochenzeitung Das Wort mit.
In dieser Zeit heiratete er 1924 Anneliese Hörniß aus Halle. Von 1926 bis 1933 war er Vorsitzender der Bezirksgruppe Halle-Merseburg des Reichsverbands bildender Künstler Deutschlands. Nach der Machtergreifung der Nationalsozialisten wurde er wegen „demokratischer Gesinnung“ verfolgt. Während der Gesamtzeit des Zweiten Weltkriegs leistete er bei der Wehrmacht wieder Kriegsdienst.
Nach dem Ende des NS-Staats beteiligte er sich aktiv am Neuaufbau. 1945 gehörte er zu den Gründern des Kulturbunds in Halle. Er übernahm ab 1945 gemeinsam mit Karl Völker die Neuorganisation der bildenden Künstler in Sachsen-Anhalt im Verband Bildender Künstler der DDR (VBK). Von 1945 bis 1950 war er Vorsitzender der Gewerkschaft 17, Vorläufer des VBK.
Schon 1946 war Horn auf der Kunstausstellung der Provinz Sachsen in Halle mit zwei Arbeiten vertreten, darunter „Christus und die Sünderin“.
Er schrieb u. a. für die Galerie Henning Texte für Ausstellungskataloge, z. B. für die Annemarie-Heise-Gedächtnisausstellung 1948. Seit 1952 beschäftigte er sich mit der Restaurierung von Bauplastiken in Berlin. Von 1952 bis 1968 leitete Richard Horn die Restaurierung der vom Krieg zerstörten Barock-Skulpturen am Museum für Deutsche Geschichte. Etliche Werke im öffentlichen Raum, besonders in Halle, seinem Lebensmittelpunkt (unter anderem Denkmale für Wilhelm Roux, August Bebel und Johann Wolfgang von Goethe, Bauplastiken und mehrere Gedenkanlagen), zeugen heute von Horns erfolgreichem und anerkanntem Wirken.
Seine große Uhr an der Pestalozzischule in Halle (Saale) gilt als erste in Deutschland, die den Tagesablauf der Schüler in Form der Tätigkeiten zur jeweiligen Stunde als Plastiken darstellt. Sein OdF-Denkmal (Opfer des Faschismus) in Wansleben war eines der ersten nach dem Zweiten Weltkrieg in Deutschland. Der Waldtierbrunnen in Halle (Saale) zeigt die Tiere des angrenzenden Waldstücks Dölauer Heide. Zum Mahnmal für den Frieden wurde sein Denkmal zur Gründung der DDR in Haldensleben umgedeutet. Seine Figurengruppe Der Weg in den Tod in Schönebeck (Elbe) zählt aufgrund ihrer Monumentalität mittlerweile zu den Sehenswürdigkeiten der Elbestadt.
Seine Grabstätte befindet sich im Kolumbarium des Gertraudenfriedhofs in Halle.

## Darstellung Horns in der bildenden Kunst
- Hannes H. Wagner: Der Bildhauer Richard Horn mit Frau (Öl auf Leinwand, 130 × 146 cm, 1978/79)[6]

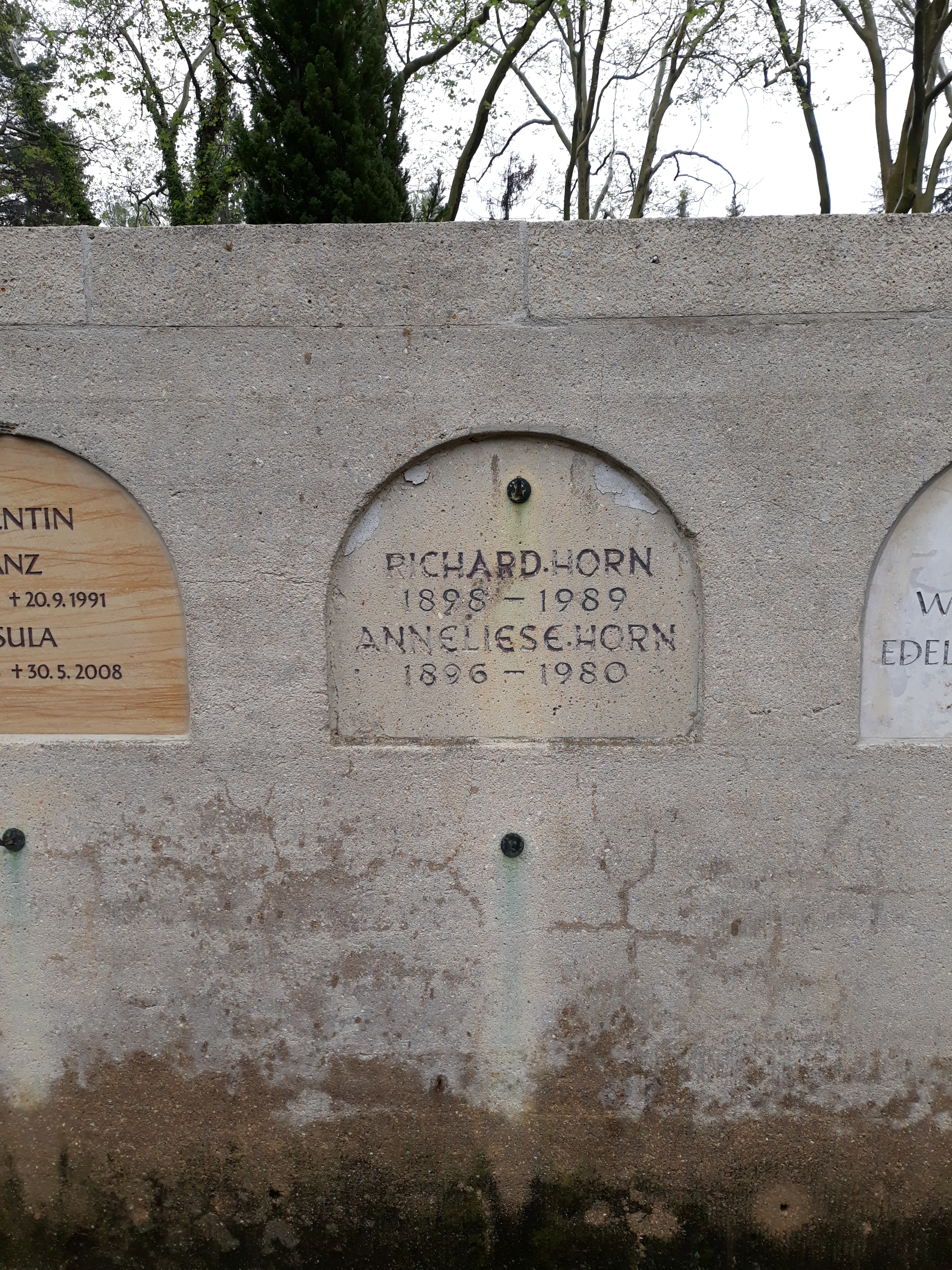
Grabstätte Richard Horn und Frau Anneliese

## Werke

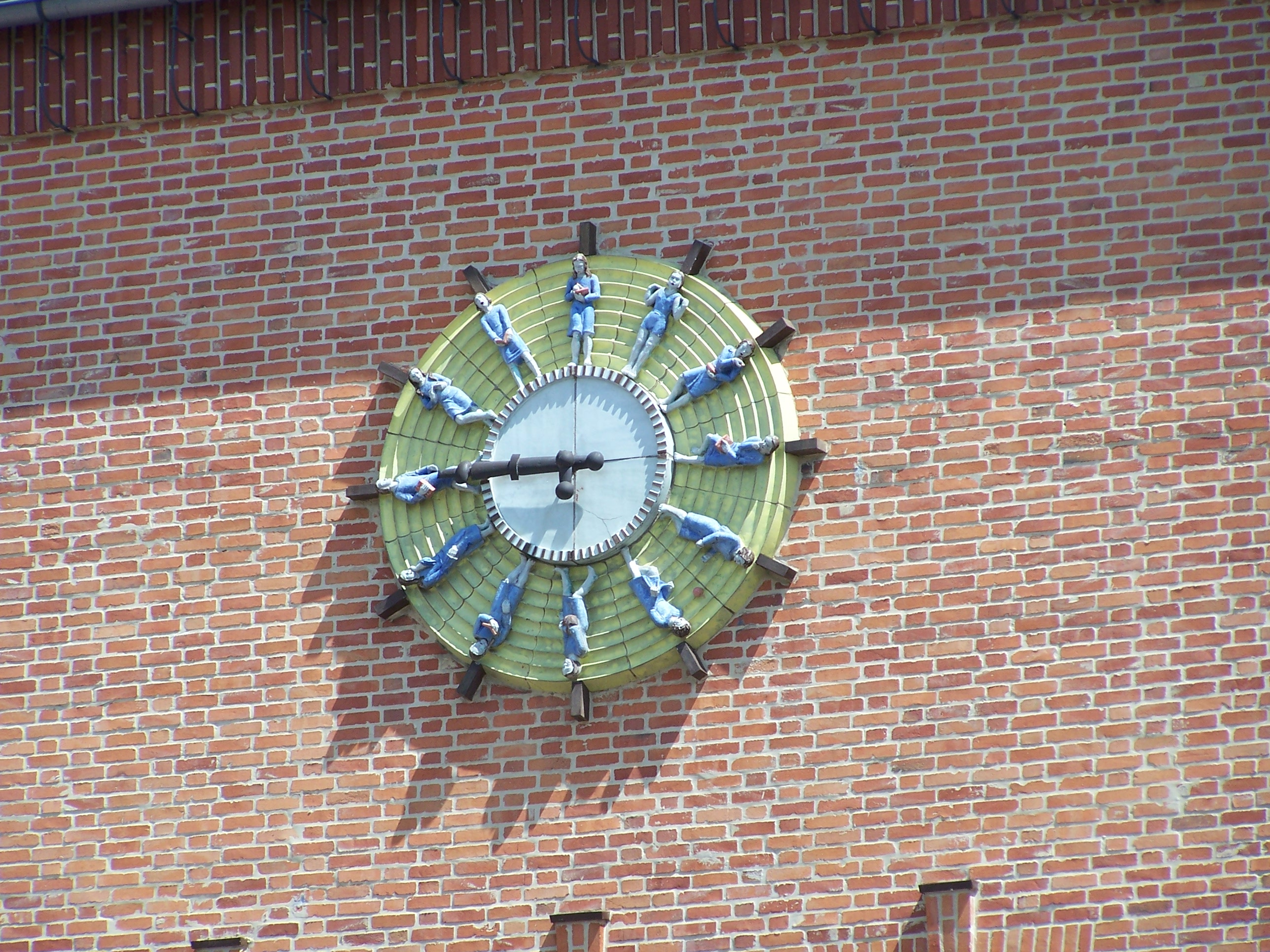
Uhr an der Pestalozzischule in Halle (Saale)

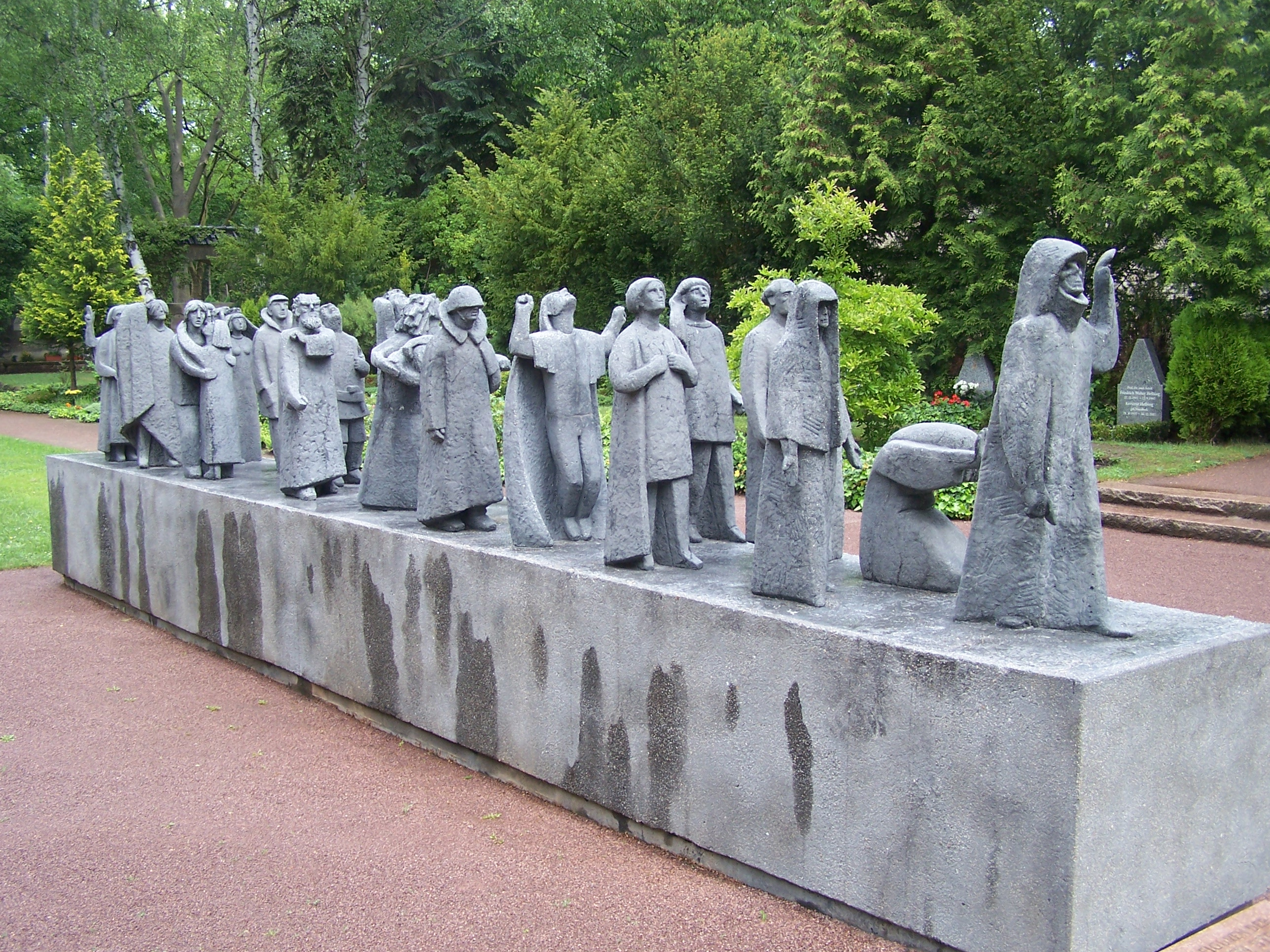
Endlose Straße in Halle (Saale)

Zu seinen Werken gehören u. a.:
- Lutherstadt Eisleben
  - Tor der Mahnung für die Opfer des Ersten Weltkriegs, erbaut 1929–1932
- Haldensleben
  - Mahnmal für den Frieden auf dem Markt, 1950
- Halle (Saale)
  - Totentanzreliefs (mit Paul Horn) an den Säulen vor der Kapelle des Gertraudenfriedhofs, um 1914
  - keramische Bauplastik (mehrere Dutzend Tierplastiken & Reliefe aus Keramik) der Anton-Russy-Straße & Robert-Mühlpforte-Straße, 1921
  - Expressionistische Pietà des Ehrenmals für die Gefallenen des Ersten Weltkrieges in der Kirche St. Franziskus und St. Elisabeth, 1922
  - Waldtierbrunnen auf dem Hubertusplatz, 1932
  - Gedenkfeld für die Opfer des Faschismus auf dem Gertraudenfriedhof, Obelisk und Einzelsteine von 1948/1949
  - Stadtwappen am Ratshof (heute Rathaus), 1951
  - Gedenktafel zu Ehren von Ernst Kromayer an der Bibliothek der Universitätshautklinik, um 1962
  - Denkmal „Die endlose Straße“ von 1980 im Kolumbarium des Gertraudenfriedhofs
- Löbejün
  - Kriegerdenkmal für die Gefallenen von 1914–18, um 1924
- Schönebeck (Elbe)
  - Der Weg in den Tod in der Nikolaistraße am Elbufer
  - Mahnmal Die endlose Straße für die Opfer von Krieg und Gewalt im Kolumbarium auf demselben Friedhof, 25 Skulpturen von 1972/76
- Wansleben
  - Denkmal für die Opfer des Faschismus in der Stedtener Straße, 1946

Weitere Kunstwerke von Horn im öffentlichen Raum finden sich in Eisleben, Roitzsch, Haldensleben, Hettstedt, Cottbus, Colpa-Zschornewitz, Korbetha. Zudem hat er die Kirchen in Trippigleben und Salzwedel (St. Georg) ausgemalt.

## Auszeichnungen und Ehrungen
- 1977 Vaterländischer Verdienstorden in Gold
- 1982 Hans-Grundig-Medaille

In Halle gibt es heute die Richard-Horn-Straße.

## Ausstellungen (unvollständig)

### Einzelausstellungen
- 1980: Halle, Heinrich- und Thomas-Mann-Klub

### Ausstellungsbeteiligungen
- 1952/1953: Halle, Staatliche Galerie Moritzburg („Kunstausstellung 1953“)
- 1973: Dessau, Schloss Mosigkau („10. Sommerausstellung. Bildhauer des Bezirks Halle“)
- 1978/1979: Berlin, Altes Museum („Revolution und Realismus. Revolutionäre Kunst in Deutschland 1917 bis 1933“)
- 1986: Leipzig, Museum der Bildenden Künste („Worin unsere Stärke besteht. Kampfaktionen der Arbeiterklasse im Spiegel der bildenden Kunst.“)

#### Postum
- 2010/2011: Halle/Saale, Kunstverein Talstraße und Kunstforum Halle („Das Phänomen des Raumes. Auf den Spuren hallescher Bildhauertradition“)